# Acolin
Der Acolin ist ein Fluss in Frankreich, die in den Regionen Auvergne-Rhône-Alpes und Bourgogne-Franche-Comté verläuft. Er entspringt im Gemeindegebiet von Mercy, entwässert generell Richtung Nord bis Nordwest und mündet nach rund 63 Kilometern bei Avril-sur-Loire als linker Nebenfluss in die Loire. Auf seinem Weg berührt er die Départements Allier und Nièvre. Kurz vor der Mündung unterquert der Acolin den Canal latéral à la Loire.

## Orte am Fluss
- Mercy
- Thiel-sur-Acolin
- Chevagnes
- La Chapelle-aux-Chasses
- Cossaye
- Avril-sur-Loire